# Meganthias kingyo
Meganthias kingyo is een straalvinnige vissensoort uit de familie van de zaag- of zeebaarzen (Serranidae). De wetenschappelijke naam van de soort werd voor het eerst geldig gepubliceerd in 2000 door Kon, Yoshino & Sakurai.